# Struktura organizacyjna polskiej dywizji piechoty w 1945
Struktura organizacyjna polskiej dywizji piechoty – struktura organizacyjna dywizji piechoty ludowego Wojska Polskiego w 1945.
Dziesięć polskich dywizji piechoty sformowanych w latach 1943-1944 przyjęło wojenną organizację sowieckich dywizji piechoty gwardii. Przy nazwach poszczególnych oddziałów, pododdziałów oraz zakładów dywizji podane zostały numery etatów i stan etatowy żołnierzy.
| Nazwa jednostki dowództwo dywizji piechoty pułk piechoty pułk artylerii lekkiej samodzielny szkolny batalion piechoty (strzelecki) samodzielny dywizjon artylerii przeciwpancernej samodzielna kompania zwiadowcza (wywiadowcza) samodzielny batalion saperów samodzielna kompania łączności samodzielna kompania obrony przeciwgazowej (przeciwchemicznej) samodzielna kompania samochodowa (samodzielna samochodowa kompania podwozu) piekarnia polowa samodzielny batalion sanitarny (medyczno-sanitarny) samodzielny ambulans (szpital) weterynaryjny pluton dowodzenia dowódcy artylerii wojskowa stacja pocztowa polowa kasa banku państwowego ruchome warsztaty mundurowe | Nr etatu 04/500 04/501 04/252 04/503 04/504 04/564 04/506 04/507 04/508 04/509 04/510 04/511 04/512 04/256 014/96 B 04/16 04/215 | Stan etatowy 172 2815 1022 410 220 165 249 150 36 75 45 95 9 38 9 - 12 |

7 maja 1944 dowódca 1 Armii Polskiej w ZSRR rozkazem Nr 006/OU nakazał rozformować dywizjony przeciwpancerne w dywizjach piechoty, a w ich miejsce sformować samodzielne dywizjony artylerii samobieżnej dział SU-76 według etatu Nr 04/568 o stanie 158 żołnierzy.
Do każdej dywizji przydzielone zostały ponadto:
- oddział informacji dywizji piechoty
- wojskowy sąd polowy dywizji piechoty Nr OSW/10 z 1.09.1944
- prokuratura wojskowa dywizji piechoty

## Pułk piechoty
- dowództwo pułku
- pluton ochrony
- 3 bataliony piechoty
- 2 kompanie fizylierów a. 3 plutony
- bateria moździerzy 120 mm z 8 moździerzami
  - drużyna dowodzenia
  - 4 plutony ogniowe
- bateria dział piechoty 76,2mm z 4 działami
  - pluton dowodzenia
  - 2 plutony ogniowe
  - pluton zaopatrzenia bojowego
- kompania przeciwpancerna a. 3 plutony a. 2 armaty 45mm
- kompania łączności
  - pluton sztabowy
  - pluton radiowy
  - pluton telefoniczny
- kompania sanitarna
- kompania transportowa a. 2 plutony
- kompania rusznic przeciwpancernych a. 3 plutony
- pluton zwiadu pieszego
- pluton zwiadu konnego
- pluton saperów
- pluton obrony przeciwchemicznej
- ambulans weterynaryjny
- warsztat remontu uzbrojenia
- warsztat mundurowy

W skład każdego z trzech batalionów piechoty wchodziły następujące pododdziały:
- 3 kompanie piechoty
  - 3 plutony piechoty a. 3 drużyny piechoty
  - pluton ckm z 3 ckm
  - pluton moździerzy 50 mm z 2 moździerzami
- kompania ckm a. 3 plutony a. 3 ckm
- kompania moździerzy 82mm
  - drużyna dowodzenia
  - 3 plutony w każdym 3 działony
- kompania rusznic przeciwpancernych a. 2 plutony
- pluton armat ppanc 45mm z 2 armatami
- pluton łączności
- pluton sanitarny
- pluton gospodarczy

Stan etatowy pułku liczył 2875 żołnierzy, w tym 278 oficerów, 872 podoficerów, 1725 szeregowych oraz 274 konie.
Na uzbrojeniu i wyposażeniu jednostki znajdowało się: 162 rkm, 54 ckm, 66 rusznic ppanc, 12 armat ppanc 45 mm, 4 armaty piechoty 76 mm, 18 moździerzy 50 mm, 27 moździerzy 82 mm, 8 moździerzy 120 mm, 8 radiostacji, 29 samochodów i ciągników.

## Pułk artylerii lekkiej
- dowództwo pułku
- bateria sztabowa
  - pluton rozpoznawczy
  - pluton łączności
  - pluton topograficzny
- bateria parkowa
  - pluton remontowy
  - pluton obsługi technicznej
  - pluton transportowy
- 3 Dywizjony
  - bateria haubic 122mm z 4 działami
    - pluton dowodzenia
    - 2 plutony ogniowe

  - 2 baterie armat 76,2mm w każdej 4 działa
    - pluton dowodzenia
    - 2 plutony ogniowe

  - pluton łączności
  - pluton zaopatrzenia bojowego
  - drużyna rozpoznawcza
  - drużyna topograficzna
  - drużyna gospodarcza
- punkt pomocy medycznej
- warsztat artyleryjsko-techniczny
- warsztat mundurowy

Razem w pułku 144 oficerów, 291 podoficerów, 629 szeregowych, 12 rusznic ppanc, 24 armaty ZiS-3 76,2mm, 12 haubic M-30 122mm, 23 radiostacje, 18 motocykli, 151 samochodów i ciągników

## Dywizjon artylerii samobieżnej
- pluton dowodzenia
- 3 baterie dział pancernych w każdej 4 działa pancerne SU-76
- pluton ewakuacyjno-remontowy
- pluton pomocy medycznej
- drużyna zaopatrzenia bojowego

## Samodzielny batalion saperów
- skład zaopatrzenia inżynieryjno-technicznego
- 3 kompanie saperów
  - 3 plutony

## Samodzielny szkolny batalion strzelecki
- 2 kompanie piechoty
- kompania ckm
- kompania moździerzy

## Samodzielny batalion sanitarny
- kompania sanitarna
  - pluton przyjęć i segregacji
  - pluton operacyjno-opatrunkowy
  - pluton szpitalny
  - gabinet dentystyczny
  - drużyna ewakuacyjna
- pluton sanitarny
- pluton ewakuacyjno-transportowy
- pluton gospodarczy

## Samodzielna kompania łączności
- pluton sztabowy
- pluton radiowy
- pluton ruchomych środków łączności
- 3 plutony telefoniczno kablowe
- pluton gospodarczy
- warsztaty remontowe sprzętu łączności

## Samodzielna kompania obrony przeciwgazowej
- drużyna rozpoznania i obserwacji
- pluton odkażania uzbrojenia i umundurowania
- pluton degazacji terenu

## Samodzielna kompania zwiadowcza
- drużyna dowodzenia
- pluton samochodów pancernych
- pluton motocyklistów
- pluton zwiadu konnego
- 2 plutony zwiadu pieszego

## Samodzielna kompania samochodowa
- ruchomy skład artyleryjski
- ruchomy skład intendencko-żywnościowy
- pluton parkowy
- 2 plutony transportowe
- drużyna gospodarcza

## Stany etatowe żołnierzy i uzbrojenia
- 1269 oficerów
- 3255 podoficerów
- 6828 szeregowców
- 501 rkm
- 166 ckm
- 211 rusznic ppanc
- 58 moździerzy 50mm
- 85 moździerzy 82mm
- 24 moździerze 120mm
- 36 armat ppanc 45mm
- 12 armat piechoty 76,2mm
- 24 armaty polowe 76,2mm
- 12 haubic 122mm
- 13 dział pancernych SU-76
- 6 samochodów pancernych BA-64
- 374 samochody i ciągniki
- 44 motocykli
- 906 koni
- 477 wozów taborowych
- 59 radiostacji